# Bolegaon, Indi
Bolegaon là một làng thuộc tehsil Indi, huyện Bijapur, bang Karnataka, Ấn Độ.